# Radio Televiziunea Republicii Srpska
Radio Televiziunea Republicii Srpska (Радио Телевизија Републике Српске) cunoscută la nivel local ca RTRS (PTPC) este rețeaua publică ce operează propriile servicii de radio și televiziune în entitatea bosniacă a Republicii Srpska.
RTRS, care a fost înființată în anul 1992, emite 24 de ore de programe de televiziune, cunoscute sub numele de Televiziunea Republicii Srpska, și de programe de radio pe postul Radioul Republicii Srpska. Există, de asemenea, Producția de Muzică a RTRS care a fost înființată în 2011. 
Sediul central al RTRS este situat în Banja Luka. Studiouri regionale de radio și televiziune sunt situate în următoarele orașe bosniace: Prijedor, Istočno Sarajevo, Bijeljina, Trebinje și Brcko.
Programele de radio și de televiziune sunt produse în principal în limba sârbă (în unul din cele două alfabete: latin sau chirilic). Din aprilie 2013, programele proprii ale RTRS sunt difuzate pe Eutelsat 16A (Echipa:platforma Sat).
Din ianuarie 2015 RTRS este formată din trei unități organizaționale:
- Radioul Republicii Srpska – serviciul public de radio (Радио Републике Српске)
- Televiziunea Republicii Srpska – canalul public de televiziune (Телевизија Републике Српске)
- MP RTRS – producția de muzică de RTRS (Музичка продукција РТРС)

La 19 aprilie 2015 RTRS a început să emită cu un al doilea canal numit RTRS Plus.

## Istoria
Primele programe experimentale ale radioului din Banja Luka au fost difuzate pe data de 25 ianuarie 1967. Programul regulat a debutat la data de 2 februarie 1967.
În mai 1992 Radio Banja Luka s-a transformat într-un centru tehnico-informațional al radioului sârb al cărui sediu principal a fost în Pal. În decembrie 1993 a fost înființată Radio Televiziunea Sârbă (SRT) și programele din studiourile de la Banja Luka au fost difuzate la cerere. 
Radio Republica Srpska are un personal permanent de 100 de jurnaliști, editori, cameramani, colaboratori muzicale și organizatori.

## Legături externe
- Radio Televiziunea Sârbă